# خرم ده غربی
خرم ده غربی، روستایی در دهستان عشق‌آباد بخش مرکزی شهرستان مانه در استان خراسان شمالی ایران است.

## جمعیت
بر پایه سرشماری عمومی نفوس و مسکن در سال ۱۳۹۵، جمعیت این روستا برابر با ۵۲۷ نفر (۱۵۴ خانوار) بوده‌است.